# Coppa Latina 1951
La Coppa Latina 1951 fu la III edizione della Coppa Latina di calcio, e fu disputata a Milano e Torino nel giugno del 1951.
In questa edizione i campioni di Francia del Nizza, che optarono per la contemporanea Copa Rio, furono sostituiti dai vicecampioni del Lilla. Scelta esattamente inversa fu fatta invece dal Milan, che preferì questa manifestazione facendosi sostituire nell'altra dalla Juventus. I campioni del Portogallo del Sporting Lisbona si sottoposero invece ad un vero e proprio tour de force, non volendo mancare a nessuno dei due impegni.

## Partecipanti
| N° | Nazione               | Squadra          | Campionato              | Note                                  |
| -- | --------------------- | ---------------- | ----------------------- | ------------------------------------- |
| 2  | Francia (bandiera)    | Lilla            | 2ª Francia 1950-1951    | Nizza (1º Francia 1950-1951) rinuncia |
| 1  | Italia (bandiera)     | Milan            | 1ª Italia 1950-1951     |                                       |
| 4  | Portogallo (bandiera) | Sporting Lisbona | 1º Portogallo 1950-1951 |                                       |
| 3  | Spagna (bandiera)     | Atlético Madrid  | 1º Spagna 1950-1951     |                                       |

## Risultati

### Semifinali
| Arbitro: | Boes |

|                                   |           |              |
| Renosto 17’, 55’, 75’ Nordahl 19’ | Marcatori | 70’ Carlsson |

| Arbitro: | Ascensio |

|            |           |             |
| Jensen 37’ | Marcatori | 56’ Vasques |

| Arbitro: | Asensi |

|                                              |           |                                    |
| Strappe 5’, 45’, 49’, 54’, 97’ Tempowski 92’ | Marcatori | 27’, 53’, 76’ Vasques 65’ Caldeira |

### Finale 3º posto
| Arbitro: | Carpani |

|                                   |           |              |
| Carlsson 13’ Mascaró 73’ Payá 89’ | Marcatori | 8’ Travassos |

### Finale 1º posto
| Arbitro: | Scherz |

|                                                |           |  |
| Nordahl 32’, 57’, 67’ Burini 40’ Annovazzi 70’ | Marcatori |  |

## Classifica marcatori
|  | Gol | Marcatore      | Squadra |
|  | --- | -------------- | ------- |
|  | 5   | André Strappe  | Lilla   |
|  | 4   | Gunnar Nordahl | Milan   |